# Ajuntament de Castellnou de Seana
L'Ajuntament de Castellnou de Seana és una casa consistorial eclèctica de Castellnou de Seana (Pla d'Urgell) inclosa a l'Inventari del Patrimoni Arquitectònic de Catalunya.

## Descripció
Edifici de dues plantes; construït amb pedra i morter.
A la planta baixa hi ha una portalada gran de tres arcades damunt de la qual hi h una balconada.
Al frontispici hi ha, en pedra, l'escut de la vila.

## Història
Fou construït inicialment com a centre cultural del poble.